# Judisk Krönika
Judisk Krönika grundades 1932 och är en av Sveriges äldsta kulturtidskrifter och den främsta förmedlaren av judiskt liv och kultur i Sverige.
Judisk Krönika grundades av bröderna Daniel och Simon Brick, först som organ för Skandinaviska Judiska Ungdomsförbundet, vars ordförande Daniel Brick var 1932–1933. Dock kopplades tidskriften loss från ungdomsförbundet redan efter åtta nummer och har sedan dess varit självständig.
Judisk Krönika:s ambition är att vara en del av den svenska kulturen och samtidigt slå vakt om det judiska. Judisk Krönika förespråkar integration utan assimilation och ett samhälle där minoriteters delaktighet uppmuntras samtidigt som deras kulturella särart stöttas och bevaras.

## Chefredaktörer
Tidskriftens chefredaktörer är
- Daniel Brick (1932–1979)
- Jackie Jakubowski (1980–2015)
- Anneli Rådestad (juni 2015–)